# Editorial Costa Rica
La Editorial Costa Rica es una editorial costarricense. Fue creada por Ley Editorial Nacional, la cual fue aprobada el 10 de junio de 1959. Se enfoca en la publicación de obras de autores nacionales y al enriquecimiento de la cultura del país.
La primera publicación de la Editorial fue el libro A través de mi vida de Carlos Gagini en 1961.
Su consejo directivo está compuesto por un representante de la Universidad Nacional, uno de la Universidad de Costa Rica y dos del Poder Ejecutivo por medio del Ministerio de Cultura, Juventud y Deportes, y dos de Ministerio de Educación Pública.
Cada dos años celebra tres certámenes literarios: Premio Editorial Costa Rica, Premio Carmen Lyra y Premio Joven Creación cada uno en un género literario diferente (alternado) entre varias obras que sean sometidas al concurso, y el Premio Eunice Odio en poesía.